# Stegobiini
Stegobiini es una tribu de escarabajos polífagos de la familia Ptinidae.

## Géneros
- Oligomerus
- Stegobium